# 紫玉 (バラ)

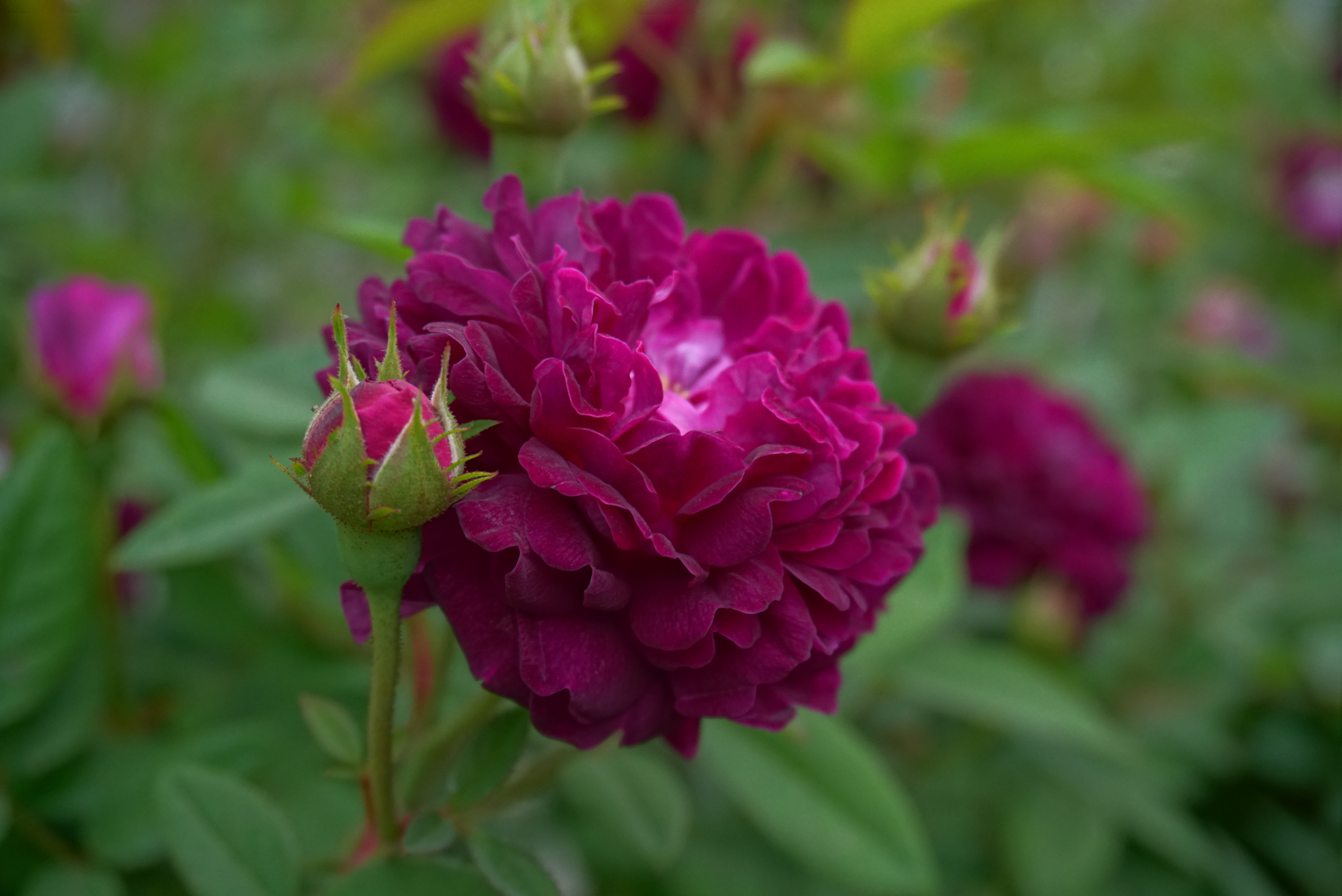
紫玉

紫玉は、バラの園芸品種の1つ。作出年、作出者不明のオールドローズである。19世紀後半に日本で作出されたと推定されている。
初夏に咲く1季咲き・半横張り性のオールドローズ。交配種は不明である。自然実生から生まれたと推測されている。系統は正確には不明だが、枝・葉・株の容姿が典型的なガリカ系で、一般にガリカ系に分類されている。樹高1.5m、株張り1.2mに育つ。花径6cmの中輪、濃い赤紫色の花を咲かせ、次第に紫色に変化する。花の咲き方はポンポン咲き。強香種で、香りの質はダマスク系。花付きはとてもよい。強健種で、日照不足や半日陰でもよく育つ。むしろ、半日陰の方が花の発色はよくなる。耐寒性は強い。枝がよく分かれ、多少の棘が付く。枝先は自然にたわむ。シュートが1.5mまで伸びるので、小型の構造物に誘引もできる。明治時代には日本国内で大切に栽培されていたので、作出はそれ以前である。